# Bartonville (Illinois)
Bartonville è un comune degli Stati Uniti d'America, situato in Illinois, nella contea di Peoria.